# 얼음 위성
얼음 위성(영어: Icy moon)은 표면 대부분이 얼음으로 뒤덮인 자연위성을 말한다. 얼음 위성은 표면 아래에 바다가 존재할 가능성이 있으며, 핵의 구성 성분은 철질 또는 규산염질이다. 얼음 위성들은 얼음 II나 다른 얼음의 동질이상 물질로 이루어졌으리라 여겨진다. 얼음 위성의 대표적인 예시는 유로파이다. 얼음 위성들은 기조력을 통해 가열되며, 일반적으로 액체 상태의 물을 가지고 있으리라 추정된다. 이 위성들에는 외계 생명체도 존재할 가능성이 있다.
얼음 위성 몇몇은 얼음 화산 및 간헐천을 보이며, 대표적인 예시는 토성의 위성 엔셀라두스이다.

## 궤도
커다란 얼음 위성들은 보통 목성형 행성 주변을 돌며, 카론이나 디스노미아 등은 명왕성이나 에리스 등 왜행성 주변에서 같이 생겨났다고 여겨진다. 목성형 행성 주변의 얼음 위성들은 원시 행성계 원반 안족에서 형성되지 않았으리라 예상되는데, 이유는 그 곳이 얼음이 존재하기에는 너무 온도가 높기 때문이다.
유로파는 약 8% 정도가 얼음이고 나머지는 암석이리라 추정된다. 나머지 바깥쪽 갈릴레이 위성인 가니메데와 칼리스토는 뜨거운 원시 목성에서 좀 더 멀리 떨어져 있었기 때문에, 얼음 함유량이 더 많으리라 예상된다.
토성의 위성 타이탄은 태양계의 천체 중 가장 지구와 유사하다. 타이탄의 표면에는 액체 메테인으로 이루어진 안정된 바다와 호수 등이 존재한다.

## 사진

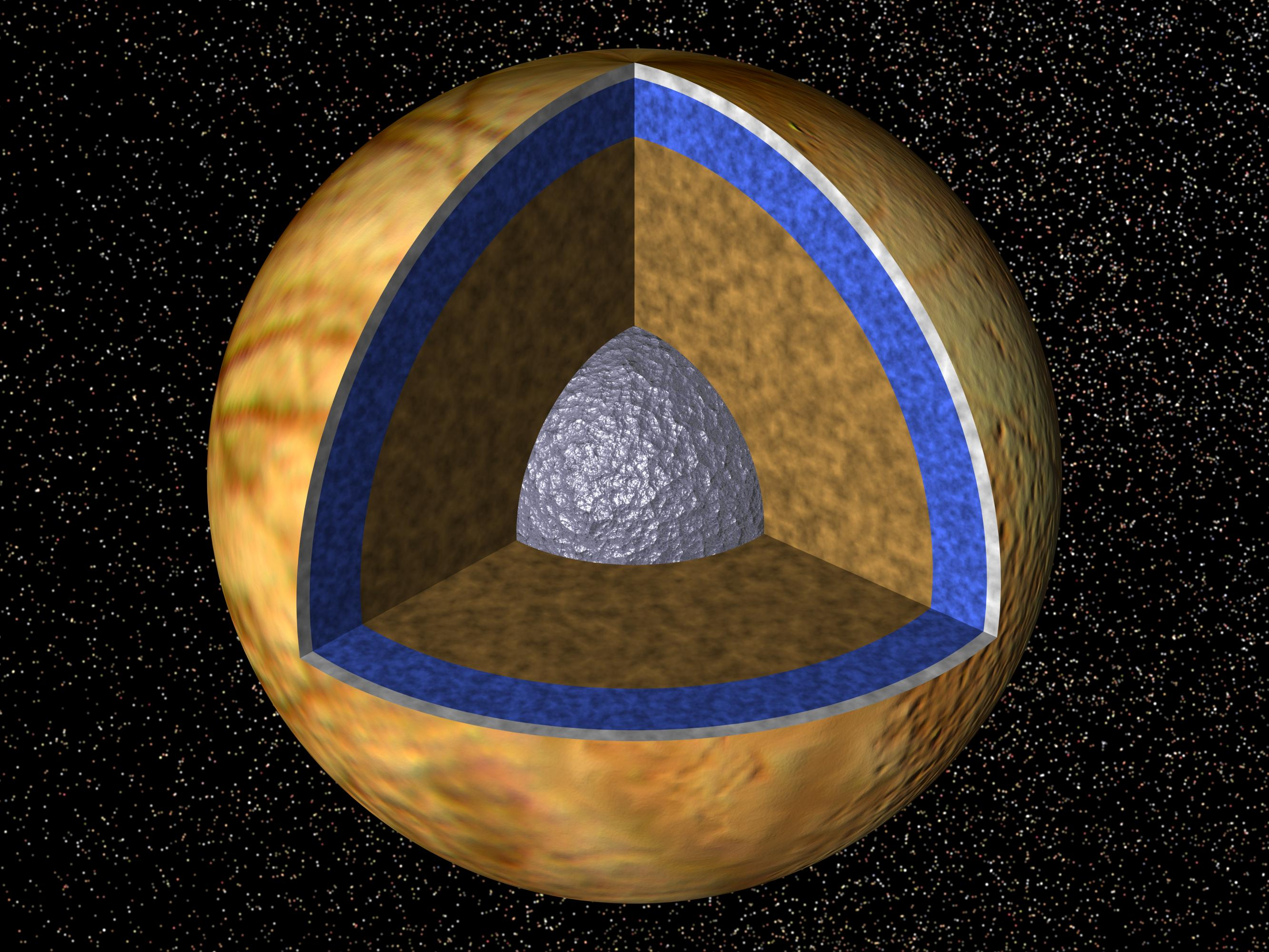
유로파는 지하 바다가 있으리라 추정되고 있다.
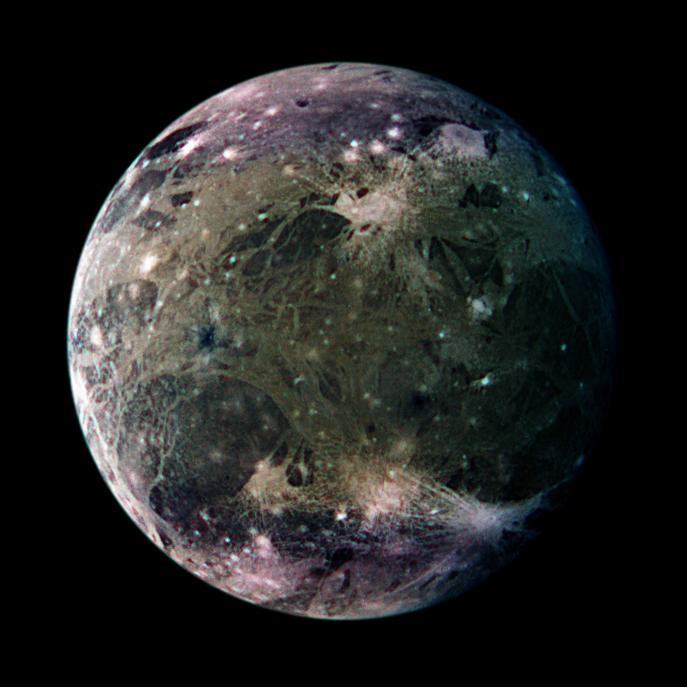
가니메데의 가색상 사진.
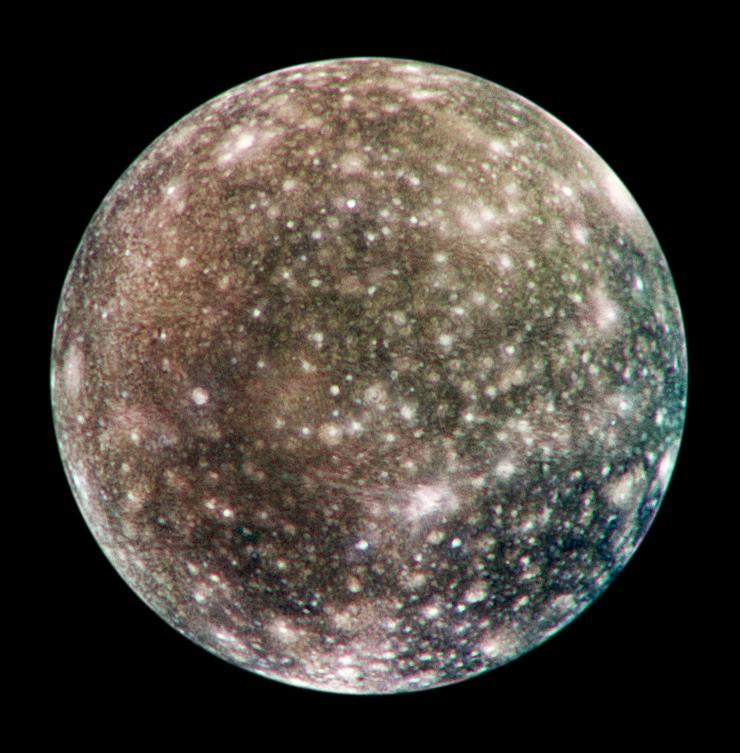
얼어붙은 퇴적층을 보여주는 칼리스토.
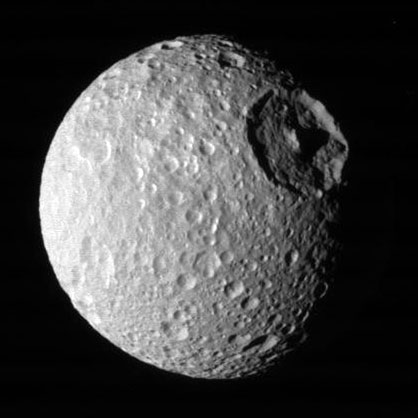
미마스의 밀도는 약 1.1 g/cm3이다.
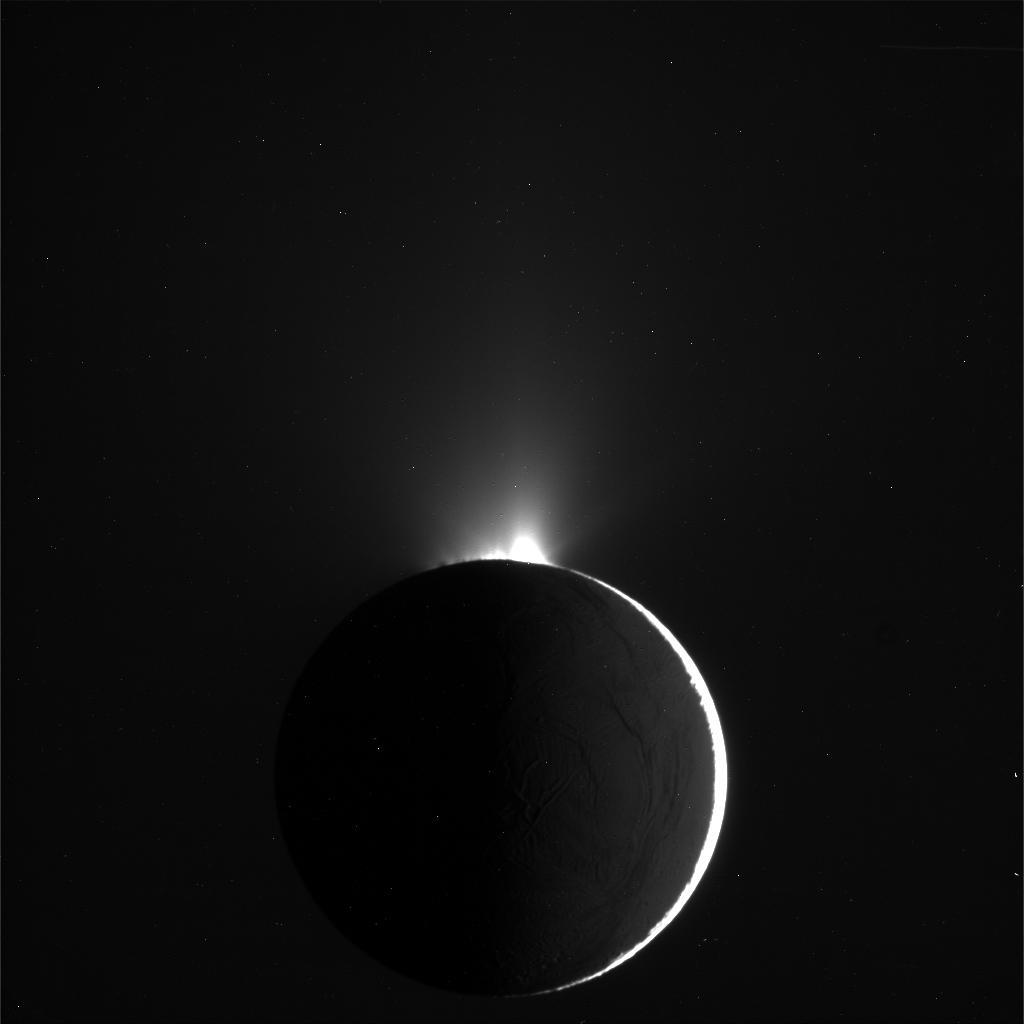
엔셀라두스의 활동 중인 플룸(물 분출공).
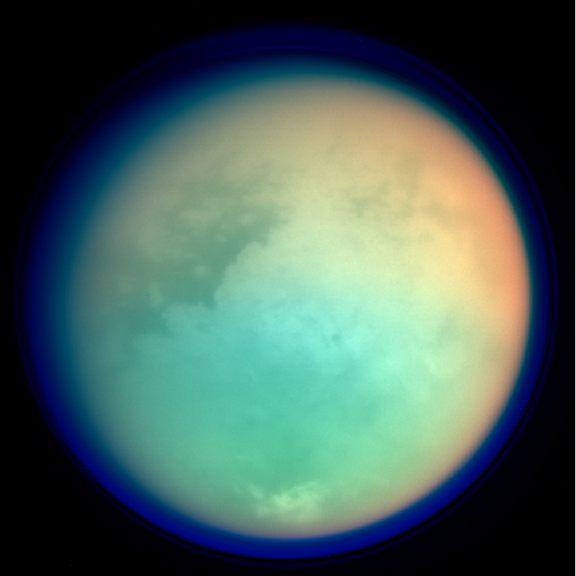
표면과 대기를 동시에 보여주는 타이탄의 사진.
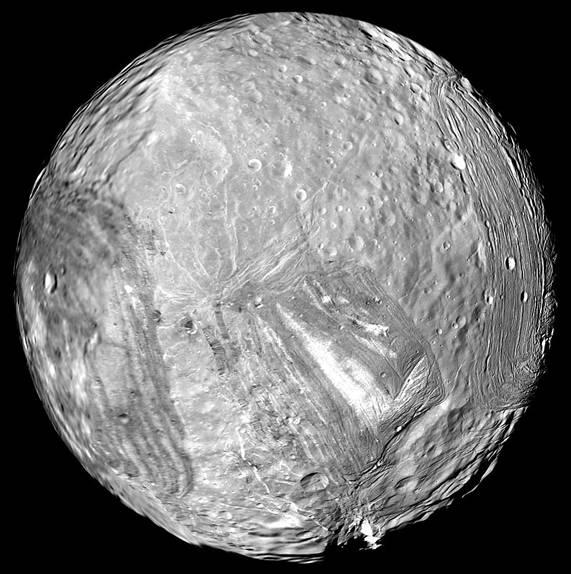
미란다의 표면은 굴곡지고 갈라져 있다.
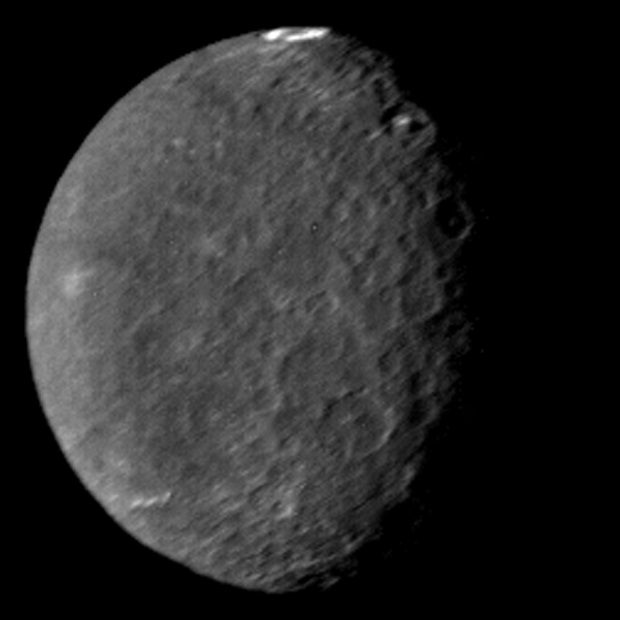
움브리엘의 극 지방에는 서리가 낀 퇴적층이 보인다.
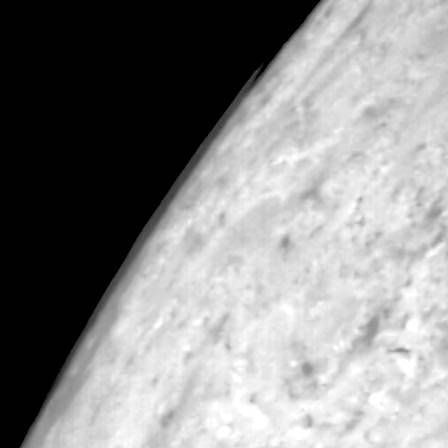
트리톤 지평선 위로 보이는 구름.

## 같이 보기
- 거대 가스 행성
- 바다 행성